# Fredrik Adolph Björkman
Fredrik Adolph Björkman, född 17 april 1753 i Sigtuna, död 28 november 1807 i Uppsala, var en svensk ämbetsman och bibeltolkare.
Björkman var son till rådmannen i Sigtuna Carl Gustaf Björkman och hans hustru Kristina Lilja. Han studerade vid Uppsala universitet, och ägnade sig där åt filologiska studier, men bytte levnadsbana 1776 sedan han försvarat en juridisk disputation och blev samma år auskultant i Svea hovrätt. 1779 flyttade han till Österbotten för att bosätta sig nära en vän, Johan Bladh på Bendvik vid Kaskö, och där återvinna en försvagad hälsa. Ett par år efter sin överflyttning till Finland fortsatte han på den juridiska banan och blev auskultant i Vasa hovrätt, kämnärspreses i samma stad 1786 och slutligen 1789 borgmästare i Vasa. Därefter återvände han till filologin och gjorde en egen svensk översättning av nästan hela Bibeln. Han gav ut Profeten Mika, Sex kapitel av Daniels bok och flera av Paulus epistlar. Han lämnade 1803 befattningen i Vasa och återvände till Sverige, där han dog i Uppsala.